# Drenje
Drenje es un municipio de Croacia en el condado de Osijek-Baranya.

## Geografía
Se encuentra a una altitud de 151 m s. n. m. a 249 km de la capital nacional, Zagreb.

## Demografía
En el censo 2011 el total de población del municipio fue de 2 700 habitantes, distribuidos en las siguientes localidades:
- Borovik - 6
- Bračevci - 209
- Bučje Gorjansko - 73
- Drenje - 583
- Kućanci Đakovački - 148
- Mandićevac - 284
- Paljevina - 183
- Podgorje Bračevačko - 70
- Potnjani - 497
- Preslatinci - 160
- Pridvorje - 198
- Slatinik Drenjski - 289

| Gráfica de población de Drenje 1857-2011                            |
|                                                                     |
| Según los censos de población de la oficina estadística de Croacia. |